# Municipio de Grant (condado de Monona)
El municipio de Grant (en inglés: Grant Township) es un municipio ubicado en el condado de Monona en el estado estadounidense de Iowa. En el año 2010 tenía una población de 247 habitantes y una densidad poblacional de 2,68 personas por km².

## Geografía
El municipio de Grant se encuentra ubicado en las coordenadas 42°10′32″N 95°56′42″O / 42.17556, -95.94500. Según la Oficina del Censo de los Estados Unidos, el municipio tiene una superficie total de 92.25 km², de la cual 92,09 km² corresponden a tierra firme y (0,17 %) 0,15 km² es agua.

## Demografía
Según el censo de 2010, había 247 personas residiendo en el municipio de Grant. La densidad de población era de 2,68 hab./km². De los 247 habitantes, el municipio de Grant estaba compuesto por el 96,76 % blancos, el 2,02 % eran amerindios y el 1,21 % eran de una mezcla de razas. Del total de la población el 0,81 % eran hispanos o latinos de cualquier raza.